# Ottavio Farnese
Ottavio Farnese (in het Nederlands ook wel Octaaf Farnese; 9 oktober 1524 - Parma, 18 september 1586) was van 1547 tot 1586 hertog van Parma en Piacenza en van Castro.
Hij was de zoon van Pier Luigi Farnese en dus een kleinzoon van paus Paulus III. Op 4 november 1538 huwde hij met Margaretha van Parma, een buitenechtelijke dochter van keizer Karel V, die van 1559 tot 1567 namens Filips II landvoogdes van de Nederlanden zou zijn. Uit het huwelijk werd een zoon geboren: Alexander die later eveneens als landvoogd der Nederlanden de opvolger werd van Juan van Oostenrijk.
Na de moord op Pierluigi door de Parmesaanse adel in 1547 bezetten de troepen van keizer Karel V Piacenza, de hoofdstad van het hertogdom Parma en Piacenza. Paulus III kende zijn kleinzoon in plaats daarvan de heerlijkheid Camerino toe, waarover hij van 1540 tot 1545 al had geregeerd. Na enige mislukte pogingen Piacenza te herwinnen, kende de nieuwe paus Julius III in 1551 Ottavio zijn hertogdom weer toe. Ottavio kon Piacenza echter pas na een lang conflict met Ferrante Gonzaga, stadhouder van Piacenza, die het hertogdom weigerde over te dragen, daadwerkelijk in bezit nemen. Ottavio stierf in 1586 en werd opgevolgd door zijn zoon Alexander Farnese.